# Acacia baeuerlenii
Acacia baeuerlenii é uma espécie de leguminosa do gênero Acacia, pertencente à família Fabaceae.